# Infiltration Homogen für Konzertflügel
Infiltration Homogen für Konzertflügel

Joseph Beuys, 1966

Foto Adagp, Paris 2007

Link zum Bild

(Bitte Urheberrechte beachten)
Infiltration Homogen für Konzertflügel, der größte Komponist der Gegenwart ist das Contergankind war eine Kunstaktion von Joseph Beuys im Jahr 1966. Ein Relikt dieser Performance, die der Kunstrichtung Fluxus zugeordnet wird, ist eine Skulptur gleichen Namens im Centre Pompidou-Metz. Die Skulptur besteht im Kern aus einem in Filz eingenähten Konzertflügel. Durch diese Metapher und die um sie herum entwickelte Performance glaubte Beuys, das Wesen eines behinderten Menschen in seiner Aussagekraft darzustellen. Gleichzeitig ging es ihm darum, künstlerisch vorzuführen, dass ein Ding oder ein Wesen, das schweigt, dennoch eine Aussage produzieren kann, oder, wie Beuys sagte, einen „Innenton“ von sich gibt.

## Performance
Am 28. Juli 1966 fand in der freigeräumten Aula im Hauptgebäude der Kunstakademie Düsseldorf vor 508 Anwesenden zunächst ein Konzert der US-amerikanischen Musiker Charlotte Moorman und Nam June Paik statt. Unangekündigt und plötzlich unterbrach Beuys deren Spiel und begann damit, einen vorher in graubraune Filzdecken eingenähten Bechstein-Flügel, auf den ein Griechisches Kreuz aus zwei roten Lappen aufgenäht war, in die Aula hereinzuschieben. Dies gestaltete sich schwierig, da der Flügel schwer und die Türe eng war. Nach der Aufstellung dieses Objekts nähte Beuys ein zweites rotes Kreuz auf und stopfte sich Bienenwachspfropfen in seine Gehörgänge. Dann entnahm er seiner Jackentasche ein kleines Spielzeugauto, das einen Rettungswagen darstellte und ebenfalls rote Kreuze trug, und ließ es unter dem Flügel hin- und herfahren. Anschließend holte er aus seiner Jacke ein Aufziehspielzeug aus Blech, das eine kleine Ente darstellte. Nachdem die Blechente aufgezogen war, ließ Beuys sie mit ihren mechanisch flatternden Flügen ebenfalls unter dem Klavier laufen. Dabei machte sie quack – quack – quack – quack, bis sie nach kurzer Zeit reglos umfiel. Danach schritt Beuys an eine zweiteilige Schultafel und schrieb mit Tafelkreide auf den oberen Teil die Worte IN DAS ZIMMER DES CONTERGANKINDES EINGEDRUNGEN HILFT IHM DIE MUSIK DER VERGANGENHEIT. An diese Worte fügte er zwei Fragezeichen an, eine Zeile darunter noch einmal fünf Fragezeichen. Den zweiten Teil der Schultafel zog er sodann von unten herauf und schrieb darauf untereinander die Worte DAS LEIDEN / DIE WÄRME / DER KLANG / DIE PLASTIZITÄT. Auf den oberen Teil der Tafel zeichnete er noch ein halbiertes Kreuz, das er mit der Zahl 508 versah. Nach diesen Handlungen wurde das Klavier wieder aus der Aula hinausgeschoben; die Aktion war damit beendet.

## Vorbereitungen und spätere Hinweise von Beuys
Wie der Beuys-Schüler Johannes Stüttgen später beschrieb, hatte Beuys die Performance durch ein Konzept, das er „Aktpartitur“ nannte, in den Grundzügen bereits entwickelt. Das Papier bestand aus Zeichnungen und Worten. Abweichend von der aufgeführten Aktion sah die „Aktpartitur“ für den zweiten Teil der Schultafel noch den Begriff ZEITERFÜLLUNG vor. Nach der Aktion äußerte Beuys den Satz „Der größte Komponist der Gegenwart ist das Contergankind.“ Dieser Satz, der sich – ebenso wie das Wort CONTERGANKIND auf der Schultafel – auf die Opfer des 1961 aufgedeckten Contergan-Skandals bezog, ergänzte fortan den Titel der Performance. Deren Haupttitel Infiltration Homogen für Konzertflügel erläuterte er später wie folgt:

„Ja, da habe ich nicht das Klavier, aber unten die automatischen Tonerzeuger benutzt, wie die quakende Ente. (…) Nein, da habe ich mal gar nichts an Tönen auf dem Klavier produziert, weil das Klavierspiel sich selbst isoliert hatte und ich ja auch gegenüber dem Piano isoliert war. Das war der Sinn, dass da ein anderer Ton erzeugt wurde, ein Innenton. (…) Der Ton als Kontinuum, als Zeitelement, aber kein physisch hörbares Ding. Nur die Kontinuität und das Homogene.“

„Ich habe das Klavier mit einem Fell versehen. Ein Piano hat auch ein Innenleben. Durch die Schicht von Filz ist alles, was nach außen drängt, gebremst.“

„… aber wenn man das isolierte Instrument vor sich hat, dass man den Nicht-Ton als Ton erlebt, das ist ja der Sinn. Das hat ja eine gewisse Nähe zu einem Tier. Das hat ja eine Haut, und innen ist ein Seelenleben, nehmen wir mal an, ein Ton, auch wenn das Tier nicht schreit. Das Tier hat immer einen Seelenton, eigentlich auch ein Mensch. Also dieser Ton als nichtphysischer Ton, das war gemeint.“

„Infiltration – homogene describes the character and structure of felt, so the piano becomes a homogeneous deposit of sound with the potential to filter through felt.“

„The sound of the piano is trapped inside the felt skin. In normal sense the piano is an instrument used to produce sound. When not in use, it is silent, but still has a sound potential. Here, no sound is possible and the piano is condemned to silence.“

Dass es Beuys bei seinem Bezug auf den zeitgenössischen Contergan-Skandal gleichwohl um eine generellere Aussage zum leidenden und behinderten menschlichen Leben schlechthin ging, offenbarte er in folgender Sequenz:

„Das Leben, die Wärme, die Zeiterfüllung. Das war so ein Schriftbild. In Analogie zu der Idee des Innentons. Also der größte Komponist ist derjenige, der leidet. Der überhaupt nichts mehr machen kann. Was produzieren Menschen in ihrer Lebenszeit, in bezug auf Komposition, oder auf Werke oder auf Äusserungen. Da wurde mal gesagt, dass einer, der auch physisch Ähnlichkeit hat mit so einem eingenähten Piano, dass ein solches Rumpfwesen sich nicht mehr äussern kann an den Betätigungen der Menschen in seiner Arbeit, dass es aber seinen Beitrag leistet durch seinen Schmerz. Also, da wurde eine extreme Position bezogen auf: was ist das Leben des Menschen, oder: was ist sein Produkt. Viele Menschen sind zwar schlau und intelligent, manche sind auch schön und können sehr schnell laufen, manche sind auch fähig zu grossen äusseren Werken, aber was ist denn mit den Menschen, die das alles nicht äussern können, wenn sie ein Schicksal antreffen, das sie an dieser Art von Produktion hindert. Das war die Idee, und das Contergan war genau das Datum.“

## Vorgeschichte und Zusammenhänge
Beuys, der in seiner Jugendzeit Klavierspielen gelernt hatte, arbeitete als bildender Künstler bereits seit Längerem an der Beziehung zwischen Gegenständen (Plastik), Klang, Hören sowie Imagination, Erinnerung, Einfühlung, Intuition und Assoziation („symbolische Aufladung“ von Gegenständen). Dieses Interesse teilte er mit einer Reihe anderer Akteure einer Bewegung, die sich in den Vereinigten Staaten am Beginn der 1960er Jahre im Umfeld von John Cage und George Maciunas unter dem Namen Fluxus formiert hatte. Etwa gleichzeitig beschäftigte sich der Franzose Yves Klein in seiner Symphonie monotone – silence (1960) mit dem Zusammenhang zwischen einem Klang und einem Nicht-Klang. Schon Kleins Performance Le Vide („Die Leere“), die aus dem bloßen Eintreffen geladener Gäste in einem beleuchteten Ausstellungsraum ohne Bilder bestand, hatte 1958 gezeigt, dass dabei eigentlich keine Leere, sondern ein Ereignis mit bestimmten Imaginationen über eine erwartete Bilderausstellung stattgefunden hatte.
Außerdem inspirierten ihn erweiterte Möglichkeiten der Klangerzeugung und des Einsatzes traditioneller Musikinstrumente. In Düsseldorf wohnte Beuys am 13. November 1959 in Jean-Pierre Wilhelms und Manfred de la Mottes Galerie 22 in der Kaiserstraße 22 der Performance Hommage à John Cage bei, bei der der aus Korea stammende Künstler Nam June Paik nicht nur Alltagsgegenstände und technische Apparate wie Spielkarten, Verpackungskartons, Blechspielzeuge, Kofferradio und Tonbandgerät zur Musikerzeugung heranzog, sondern auch in absurder und destruktiver Weise gegen traditionelle Musikinstrumente wie ein Klavier vorging.
Für eine 1962 stattfindende Veranstaltungsreihe der Fluxus-Bewegung in Wiesbaden entwickelte Beuys Ideen zu einem Erdklavier, die jedoch nicht zur Ausführung kamen. Eine Idee bestand dabei aus einer Grube, die die Leerform eines Konzertflügels haben sollte; nach einer weiteren Variante wollte er Erde mit einem Bindemittel zum positiven Volumen eines Flügels formen. Beide Varianten hätten im Betrachter Vorstellungen über Klaviere und Gruben bzw. Erde evoziert und verschmolzen. Diese Wirkung einer Plastik und einer Aktion interessierte Beuys. Er entwickelte dafür den Begriff „Innenton“.
Als er im Rahmen der Veranstaltung Festum Fluxorum Fluxus, die im Februar 1963 in der Aula der Kunstakademie Düsseldorf stattfand, Gelegenheit hatte, künstlerische Beiträge zu liefern, führte er am ersten Abend die Sibirische Symphonie 1. Satz auf, bei der unter anderem ein Klavier und eine Schultafel zum Einsatz kamen. Durch eigenes Klavierspiel brachte Beuys im Rahmen weiterer Handlungen – darunter die Beschriftung der Schultafel und die partielle Ausweidung eines Hasen auf derselben – kurze Auszüge aus zwei Kompositionen von Erik Satie zu Gehör. Am zweiten Abend schritt Beuys während einer Aktionspause plötzlich auf die Bühne, die unter anderem mit Klavier und Schultafel ausgestattet war, und stellte dort ein mechanisches Blechspielzeug auf den Boden. Diese Aktion wurde Komposition für 2 Musikanten genannt, weil die Figuren auf dem Blechspielzeug zwei Musikanten darstellten und – angetrieben von einer Feder – rund 20 Sekunden mit ihren Musikinstrumenten Klänge von sich gegeben hatten. Der Titel Komposition für 2 Musikanten erhob diesen Beitrag zu einer „Komposition“, obwohl Beuys bloß das Blechspielzeug in Gang gesetzt und aufgestellt hatte. Das Klavier ließ Beuys bei dieser Aktion unangetastet.
Wenige Tage später allerdings, im März 1963, schritt Beuys im Rahmen der Exposition of Music – Electronic Television in Wuppertal zu seiner Piano-Aktion, bei der er am Eröffnungsabend mittels einer Axt ein Ibach-Piano zertrümmerte und es mit Schuhen traktierte. Wie Beuys’ spätere Äußerungen hierzu ergaben, sah er in dem Klavier dabei eine „traditionelle Form von Kunst“, deren Zerstörung die „zukünftige Gestalt erst möglich“ mache. Nicht die Zerstörung habe im Vordergrund gestanden, sondern die Schaffung neuer Erlebnis- und Klangformen in einer erweiterten Form des Klavierspiels.
Am 20. Juli 1964 nutzte Beuys in Aachen im Rahmen des Festivals der neuen Kunst ein Klavier erneut als künstlerisches Medium. Im Auditorium maximum der RWTH Aachen bearbeitete er ein Piano mit Waschmittel der Marke OMO und Unrat aus einem Papierkorb, indem er diese Sachen in den Klavierkasten einfüllte. Den sich dadurch verändernden Klang des Klaviers spielte er dem Publikum durch Betätigung der Klaviertasten vor. Dann griff er zu einer Bohrmaschine und bohrte Löcher in das Objekt. Als er Fett schmolz, um es der so entstehenden Skulptur ebenfalls beizufügen, schritten aufgebrachte Studenten ein. Einer von ihnen schlug Beuys eine blutige Nase. Dies führte zu einem unplanmäßigen Verlauf der Aktion, denn Beuys nahm Abstand von der weiteren Bearbeitung des Klaviers, ergriff ein Kruzifix und hielt es in einer beschwörenden Geste hoch – eine Szene, die ihn durch ein Foto von Heinrich Riebesehl auf einen Schlag bundesweit bekannt machte.
Eine Aktion, die ebenfalls in die Vorgeschichte der Aktion Infiltration Homogen gehört, war die Performance DER CHEF THE CHIEF Fluxus Gesang, die Beuys am 30. August 1964 in Kopenhagen und am 1. Dezember 1964 in der Galerie René Block in Berlin aufführte. Bei dieser Aktion rollte sich Beuys in Filz ein und lag anschließend als „scheintotes Wesen“ acht Stunden lang auf dem Boden, kombiniert mit zwei toten Hasen, die am Kopf- und Fußende der Filzrolle angeordnet waren. Mittels eines Mikrofons und einer Lautsprecheranlage, die auf extrem laute Wiedergabe eingestellt war, gab Beuys in unregelmäßigen Abständen „amorphe“ Geräusche von sich, darunter vornehmlich einen Laut, der an das Röhren eines Hirsches gemahnte. In dieser Aktion, bei der somit ein durch Filz verhüllter Klangkörper in Erscheinung trat, fungierte der Filz bereits als Sinnbild der Speicherung und Isolation.

## Weitere Entwicklung
Aus der Performance Infiltration Homogen für Konzertflügel ging im Jahr 1968 die Installation Infiltration – Homogen für Konzertflügel hervor, die im Rahmen der Ausstellung Prospect ’68 von der Kunsthalle Düsseldorf kuratiert wurde. Der in Filz eingepackte Flügel wurde 1976 von der Galerie Rudolf Zwirner an das Centre Georges-Pompidou in Paris vermittelt, nachdem er von 1968 an bei Anny de Decker in Antwerpen gestanden hatte. 1979 wurde der Flügel mit weiteren Beuys-Objekten in der Beuys-Retrospektive des Solomon R. Guggenheim Museum in New York gezeigt. Aufgrund von Schäden wurde die Filzhaut des Flügels 1976 repariert und 1984 von Beuys ausgetauscht. Die beschädigte alte Filzhülle wurde als Die Haut seither neben dem Objekt ausgestellt. In dieser Form erwarb das Centre Georges-Pompidou das Ensemble im gleichen Jahr. Die Installation, in der der Flügel dort präsentiert wurde, war museal so angelegt, dass sie einen Diskurs über Beuys’ Vorstellung von der „hörbaren Plastik“ ermöglichte. Seit 2013 steht das Werk im Centre Pompidou-Metz.
Eine weitere Arbeit, die sich an Infiltration Homogen für Konzertflügel anlehnte, ist das 1975 von Beuys geschaffene Objekt Infiltration Homogen für Cello, ein in Filz eingenähtes Violoncello, auf dessen Front Charlotte Moorman bei einer gleichnamigen Performance zwei rote Filzlappen in der Form eines Kreuzes applizierte. Mit Genehmigung von Beuys hatte Moorman auf dem 4th Festival of Avant Garde in New York City am 9. September 1966 bereits die Performance Infiltration Homogen für Cello aufgeführt.